# Hier bin ich – hier bleib ich
Hier bin ich – hier bleib ich ist ein deutscher Schlagerfilm von Werner Jacobs. Er beruht auf einem Bühnenstück von Raymond Vincy und Jean Valmy. Die Uraufführung erfolgte am 8. Januar 1959 im Stuttgarter Gloria-Palast.

## Handlung
Da sie sich in Kindertagen beim Tierhüten verlobt haben, entschließen sich Caterine und Pierre, Besitzer des kleinen Pariser Lokals „Das schlafende Ferkel“, zur Hochzeit. Auf dem Standesamt wird Caterine verkündet, dass sie bereits verheiratet sei – mit Baron Hubert von Löwenherz. Verwirrt begeben sich Caterine und Pierre auf das Anwesen des Barons, um Licht ins Dunkel zu bringen, obwohl sie sich eigentlich auf eine Fernseh-Show-Übertragung in ihrem Lokal vorbereiten müssten.
Auf Schloss Ravenberg herrscht bereits Panik. Schlossherrin Appollonia hat ihr gesamtes Vermögen bei Pferdewetten verloren. In Wirklichkeit wurde sie von Diener Gustave hereingelegt, der ihr die langsamsten Pferde empfahl, ihren stets verlorenen Wetteinsatz jedoch behielt und so für ein eigenes Hotel spart. Dass er dieses mit der einfältigen Lucie eröffnen will, glaubt nur Lucie. Caterine erscheint und erfährt, dass Hubert von Löwenherz vor einiger Zeit einer Heiratsschwindlerin aufgesessen war. Die hatte mit Caterines gestohlenen Papieren in die Ehe mit Hubert eingewilligt, sodass nun Caterine auf dem Papier Huberts Ehefrau ist. Hubert wiederum hat eigentlich eine Affäre mit seiner Sekretärin Karin. Eine Scheidung von Caterine kommt jedoch nicht in Betracht, da die mittellose Familie auf die Erbschaft von Onkel Eduard spekuliert, der jedoch Scheidungen als triftigen Grund für eine Enterbung ansieht. Caterine und Hubert sind nun gezwungen, das glückliche Ehepaar zu mimen, wobei Pierre als Caterines Bruder ausgegeben wird.
Onkel Eduard erscheint und will einige Tage bis zum großen Familientag der Löwenherz’ bleiben. Eduard und Caterine verstehen sich ausgezeichnet und Caterine kann ihn überzeugen, dass es viel besser wäre, seine gesparten Millionen vor seinem Tod an die Verwandtschaft zu geben. So erlebe er die Freude der anderen am Geld und wisse zudem, dass er um seiner selbst willen gemocht wird und niemand auf seinen Tod wartet. Eduard leuchtet das ein und er entscheidet sich, sein Vermögens am Familientag unter den Verwandten zu verteilen. Es kommt zu kleineren Zwischenfällen. Caterine verliebt sich in Hubert, Pierre in Lucie und Appollonia erhält von Pierre einen Wetttipp, der sie zum ersten Mal ein Pferderennen gewinnen lässt. Gustave müsste nun innerhalb kürzester Zeit ein Vermögen organisieren.
Durch ein Missverständnis glaubt Appollonia am Familientag, dass Caterine Eduard den gesamten Schwindel um die Heirat offenbart und Eduard die gesamte Familie enterbt hat. Sie weist Caterine aus dem Haus, doch Hubert holt sie zurück, da er sie liebt. Beim großen Festessen wird die Übergabe des Vermögens besiegelt. Caterine denkt nun, Hubert habe sie nur zurückgeholt, damit er das Geld Eduards erhalte und flieht mit Pierre nach Paris. Die gesamte Festgesellschaft reist beiden nach, wobei Gustave den wertvollen Familiendiamanten gestohlen hat und bei sich trägt.
In Paris sind die Vorbereitungen auf die Fernsehübertragung in vollem Gange. Die Familie Löwenherz verfolgt den Auftritt Caterines. Als Bill Haley & his Comets auftreten, verwandelt sich das Café in ein Tanzhaus. Bald gehen erste Einrichtungsgegenstände zu Bruch. Als Gustave zufällig den Diamanten verliert, beginnt eine Verfolgungsjagd auf den Dieb, der schließlich gefasst wird. Es kommt zu einer großen Schlägerei, bei der die gesamte Einrichtung zu Bruch geht. Im Chaos finden sich schließlich Pierre und Lucie und auch Caterine und Hubert fallen sich am Ende in die Arme.

## Entstehungsgeschichte

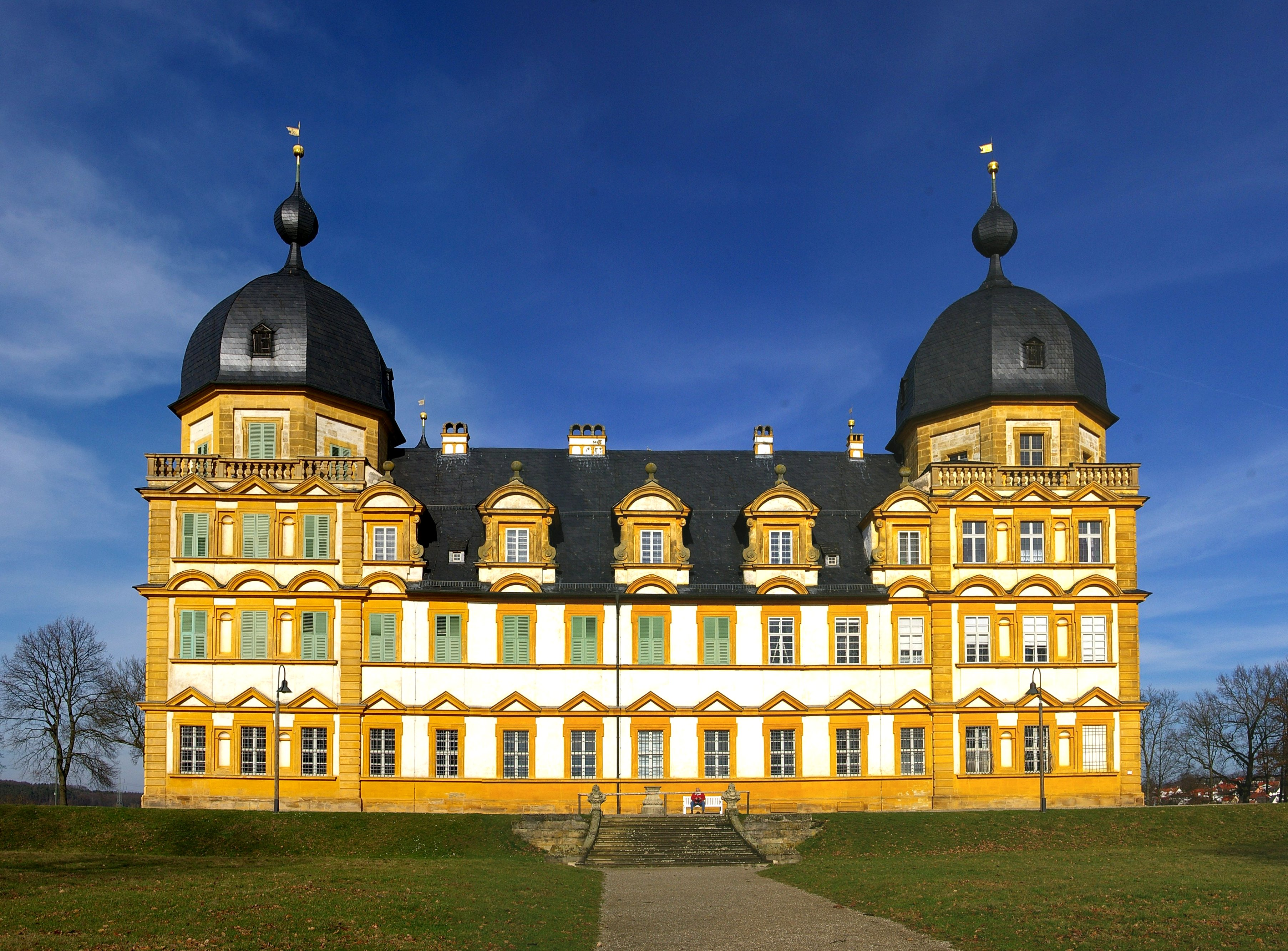
Schloss Seehof, im Film das Schloss Ravenberg der Familie Löwenherz

Der Film wurde vom 16. Oktober bis November 1958 bei Bamberg, auf Schloss Seehof in Franken, und in den CCC-Studios in Berlin-Haselhorst gedreht. Für das Szenenbild waren die Filmarchitekten Helmut Nentwig und Walter Kutz verantwortlich. Herstellungsleiter war Horst Wendlandt.
Im Film sind verschiedene Schlager zu hören. Caterina Valente singt:
- Der Gondoliere sang nie mehr so schön
- Mal seh’n Kapitän
- Pardon Madame
- Ein bisschen Pompadour (Mademoiselle)
- Immer wieder neu

Es spielte das Orchester Kurt Edelhagen. Bill Haley & his Comets singen gemeinsam mit Caterina Valente Viva la Rock and Roll. Eigene Beiträge sind die Titel Hot Dog Buddy Buddy und Whoa Mabel.

## Kritik
Das Lexikon des Internationalen Films befand: „Musik und Tanz und Liebeswirrnisse in einem Lustspiel, das seine vergleichsweise muntere Wirkung der Hauptdarstellerin verdankt“.
Für Cinema war Hier bin ich – hier bleib ich ein „Pepitaschlager mit properer Valente“. „Die Valente singt und tanzt, während alle anderen sie wie betäubt anstarren.“